# Wezwanie (powieść)
Wezwanie (ang.  The Summons) – powieść autorstwa amerykańskiego pisarza Johna Grishama wydana po raz pierwszy w 2002 r. Treść powieści osadzona jest w realiach amerykańskiego środowiska akademickiego oraz amerykańskiej palestry. Fabuła zawiera wątki charakterystyczne dla twórczości Grishama nawiązujące do praktyki prawniczej (legal thriller novel), problemów, jakie niosą ze sobą wielkie pieniądze, alkoholizm, narkotyki, oraz sposobów radzenia sobie z tymi problemami.

## Główne postacie
- Ray Atlee: główny bohater powieści, profesor prawa. Syn Reubena V. Atlee, brat Forresta. Po śmierci ojca znajduje w jego gabinecie ponad 3 mln. $. Jego postępowanie z odnalezioną fortuną stanowi główny wątek powieści.
- Reuben V. Atlee: emerytowany sędzia w niewielkim amerykańskim miasteczku. Ojciec Raya i Forresta. Surowy ojciec, stanowi autorytet moralny dla całego hrabstwa, znany ze swego altruizmu i twardych zasad moralnych. Jego śmierć stanowi wydarzenie rozpoczynające fabułę powieści.
- Forrest Atlee: brat Raya Atlee, syn Reubena V. Atlee. Alkoholik i narkoman kilkukrotnie przebywał w klinice odwykowej, powszechnie uważany za życiowego rozbitka.
- Patton French: Bogaty prawnik, specjalizujący się w zbiorowych pozwach o odszkodowanie, postać występująca również w innych powieściach Grishama (m.in. Król afer).
- Harry Rex: Miejscowy prawnik, przyjaciel rodziny, prowadzi w sądzie sprawę spadku po Reubenie V. Atlee, wielokrotnie pomaga Rayowi.

## Opis fabuły
Ray Atlee wiedzie ustabilizowane życie jako profesor prawa na Uniwersytecie Virginia, nie utrzymuje on kontaktów z rodziną (bratem alkoholikiem i wymagającym ojcem). Pewnego dnia niespodziewanie otrzymuje od ojca list zawierający wezwanie, by stawił się on przed ciężko chorym sędzią. Po przyjeździe do rodzinnego domu zastaje on ojca martwego, a w jego biurze znajduje ponad 3 mln. $ w gotówce. Ray bez zastanowienia ukrywa pieniądze przed bratem, który również stawił się na wezwanie umierającego ojca. Nie zna on źródła z jakiego pochodzą pieniądze przypuszcza, że mogą to być brudne pieniądze (sędzia Atlee był bankrutem na skutek swojej działalności charytatywnej), obawia się ich autodestrukcyjnego wpływu na swojego brata, postanawia on utaić przed wszystkimi fakt odnalezienia pieniędzy. Nie informuje o ich istnieniu swojego przyjaciela Harry'ego Rexa, prawnika prowadzącego praktykę w miasteczku. Okazuje się jednak, że ktoś wie o fortunie ukrytej w gabinecie sędziego. Treść powieści koncentruje wpływie jaki pieniądze wywierają na Raya, jego śledztwie mającym na celu ustalenie źródła fortuny, oraz ucieczce przed nieznaną osobą próbującą odebrać mu gotówkę. Atlee staje się coraz bardziej nieufny i zastraszony ilością pieniędzy i obawą, że może je utracić. Wynajmuje specjalne, chronione skrytki i umieszcza w nich pieniądze. Jest nękany przez tajemniczego prześladowcę, dla ochrony wynajmuje detektywistyczną agencję ochrony. Równocześnie prowadzi własne dochodzenie mające na celu wyjawić pochodzenie pieniędzy (m.in. odwiedza okoliczne kasyna). Ostatecznie odnajduje Pattona Frencha, który wyjaśnia mu w jaki sposób sędzia Reuben V. Atlee zdobył tak wielkie pieniądze. Wraz z postępami śledztwa, nieznajomemu prześladowcy coraz bardziej zbliża się do Raya. Po pożarze rodzinnego domu rodziny Atlee, o który to został oskarżony Ray, udaje się mu odkryć tożsamość tajemniczej osoby podążającej jego śladem.